# Dolina Janówki

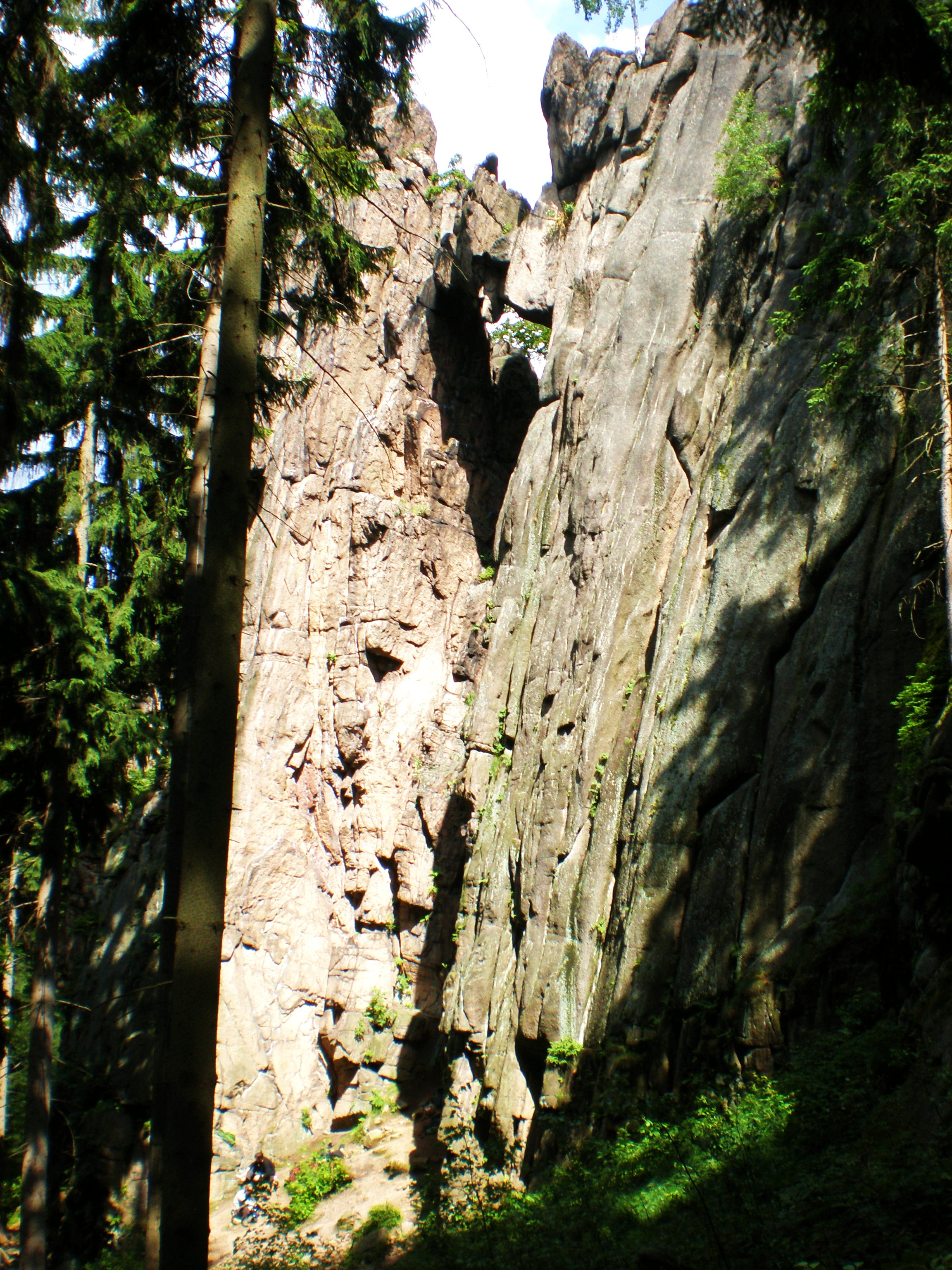
Skała Skalny Most

Dolina Janówki – górska dolina w Sudetach Zachodnich, w Rudawy Janowickich.
Dolina Janówki znajduje się w woj. dolnośląskim, na terenie Rudawskiego Park Krajobrazowego.
Dolina Janówki leży w północnym fragmencie Rudaw Janowickich, około 0,5 km na południowy zachód od centrum Janowic Wielkich, powyżej ujścia Janówki do Bobru.
Dolina Janówki wcina się w północno-środkową krawędź Rudaw Janowickich, między strome, pełne ciekawych skałek zbocza Janowickiego i Zamkowego Grzbietu, tworząc strome głęboko wcięte obniżenie, którym płynie potok Janówka. Dolina wypreparowana jest w skałach pochodzenia magmowego pochodzenia - granitach karkonoskich, powstałych w orogenezie waryscyjskiej.
Rzeźba doliny jest wynikiem trzeciorzędowych ruchów tektonicznych, związanych z powstawaniem Sudetów oraz późniejszej erozji i denudacji. Niewielki wpływ na rzeźbę doliny miało zlodowacenie bałtyckie, a późniejsza erozja doprowadziła do powstania erozyjnego obniżenia w kształcie wąwozu, tworząc dolinę.
Dolina w całości porośnięta sztucznie wprowadzonym lasem świerkowym z domieszką buka, mimo położenia w reglu dolnym.
Pośród drzew na prawym brzegu występują ciekawe formacje skalne: Krowiarki, Skalny Most, Piec, Malinowa i inne, częściowo obrośnięte mchem. Skałki tworzą romantyczne urwiska, wśród których na długości około 2,5 km wije się potok Janówka, wzdłuż której prowadzi leśna asfaltowa droga z Janowic Wielkich do  miejscowości Mniszków. Dolina ciągnie się od wzniesienia Dzicza Góra, gdzie źródła ma potok, aż do południowych granic Janowic Wielkich. Zbocza Doliny Janówki miejscami przechodzą w skalne urwiska.